# Hemiodus quadrimaculatus
Hemiodus quadrimaculatus és una espècie de peix de la família dels hemiodòntids i de l'ordre dels caraciformes.

## Morfologia
- Els mascles poden assolir 13,1 cm de longitud total.[4][5]

## Reproducció
És ovípar.

## Hàbitat
És un peix d'aigua dolça i de clima tropical (23 °C-27 °C).

## Distribució geogràfica
Es troba a Sud-amèrica: conques dels rius  Negro, Trombetas, Araguari, Nickerie, Coppename i Oyapock.